# Congregação
Congregação é grupo de pessoas reunidas para determinado propósito ou atividade. Tem a sua origem etimológica na palavra grega ekklesia, que significa literalmente “chamada para fora”, de ek, “para fora”, e klesis, “chamada”. O termo foi usado pelos primitivos gregos com respeito a um corpo de cidadãos reunidos para tratar de assuntos de Estado. Os equivalentes, em português, desta palavra são “assembléia” e “congregação”.
Algumas versões da Bíblia vertem ekklesia por “igreja”, apesar de que uma congregação não limita-se a igrejas (templos). A palavra hebraica, equivalente, é qahal, usada com referência à congregação de Israel.
A expressão “congregação” aplica-se, no seu sentido mais amplo, ao corpo inteiro de discípulos cristãos, sob Cristo qual Cabeça.

## Congregação religiosa católica
Congregação religiosa é um instituto religioso. As congregações religiosas, embora sejam semelhantes às ordens religiosas (na medida em que ambas agrupam católicos consagrados) são diferentes destas. Isto porque as congregações religiosas professam somente votos simples, enquanto que as ordens professam votos solenes e mais austeros (ou radicais). Os estilos de vida também os diferenciam.

## Congregação no protestantismo
No contexto protestante ou evangélico, principalmente entre as igrejas tradicionais, este termo é utilizado normalmente para se referir a uma igreja que ainda não possui condições de se manter, pelo qual depende de uma igreja maior ou de um concilio de igrejas. Além dela ser uma denominação evangélica. As congregações não devem ser confundidas com as células.
Um exemplo de denominação é a Congregação Cristã no Brasil.